# Eveline Diatta
Pour les articles homonymes, voir Diatta.
Eveline Diatta, née le 3 février 1976, est une lutteuse sénégalaise. 

## Carrière
Elle est médaillée d'or dans la catégorie des moins de 51 kg aux Jeux africains de 1999. Médaillée de bronze des moins de 51 kg aux championnats d'Afrique 2000 et médaillée d'or de la même catégorie aux championnats d'Afrique 2001, Eveline Diatta obtient la médaille de bronze des moins de 51 kg aux championnats d'Afrique 2002 puis l'argent dans la même catégorie aux Jeux africains de 2003. Sa dernière médaille continentale est obtenue aux championnats d'Afrique 2004 avec une deuxième place dans la catégorie des moins de 48 kg.